# Melaine Walker
Melaine Walker (Kingston, 1 de janeiro de 1983) é uma atleta jamaicana, campeã olímpica em Pequim 2008 e campeã mundial em Berlim 2009 dos 400 metros com barreiras . Ela tem a segunda melhor marca do mundo (52s42) para esta prova.
Walker surgiu no atletismo internacional ao chegar em segundo lugar nos 400 m com barreiras do Campeonato Mundial Júnior de Atletismo de 2002, na Jamaica natal, mesmo torneio que revelou o compatriota Usain Bolt.